# هازلتون (کانزاس)
هازلتون (به انگلیسی: Hazelton) شهری در ایالت کانزاس کشور ایالات متحده آمریکا است که جمعیت آن در سرشماری سال ۲۰۱۰ میلادی، ۹۳ نفر بوده‌است.